# Gianni Da Campo
Giovanni Da Campo, dit Gianni, (Venècia, 8 de febrer de 1943 - 6 de maig de 2014)) fou  un director de cinema, escriptor, traductor i professor de lletres italià, especialista en la biografia i les obres de Georges Simenon.
Les pel·lícules de Gianni Da Campo tracten temes relacionats amb la limitació de les llibertats induïda per diverses institucions com la família i l'església, l'homosexualitat i el feminisme, tractats en un entorn íntim.

## Filmografia
- Pagine chiuse (1968)
- I parenti - Curtmetratge (1969)
- La ragazza di passaggio (1970)
- Il sapore del grano (1986)